# Função hazard
Em estatística, a função de probabilidade condicional de falha, função de risco ou função hazard descreve o potencial (probabilidade) instantâneo de ocorrência do evento "sobrevivência" até um tempo arbitrário. Em outras palavras, esta função descreve a taxa condicional de ocorrência de evento num determinado instante de tempo t dado sobrevivência até imediatamente antes do tempo t.
Por exemplo, se a variável aleatória T representa a vida útil de um objeto (digamos, a duração de vida de um componente eletrônico), a função hazard {\displaystyle h_{T}(t)} associada a esta variável aleatória é definida como
| Em linguagem matemática                                                                                                  | Em Português |
| --- | --- |
| {\displaystyle h_{T}(t)=\lim _{\Delta t\to 0}\left[{\frac {P\left(t\leq T\leq t+\Delta t\|T>t\right)}{\Delta t}}\right]} | O limite da divisão entre a "probabilidade de T estar entre t e {\displaystyle t+\Delta t}" pelo próprio {\displaystyle \Delta t}, quanto {\displaystyle \Delta t} tende a zero |

Esta função pode ser interpretada como a variação marginal da probabilidade do evendo sobreviver marginalmente mais que t, dado que o evento durou t.

## Usos
Junto com a função de sobrevivência, a função hazard é muito utilizada em trabalhos econômicos que tentam estimar o tempo médio de permanência de indivíduos no emprego ou desemprego. Por exemplo, a probabilidade de um indivíduo conseguir um emprego na quinta semana dado que esteve desempregado nas quatro semanas anteriores.